# Перстач піндський
Перстач піндський (Potentilla pindicola) — вид квіткових рослин родини трояндових (Rosaceae).

## Біоморфологічна характеристика
Це трав'яниста багаторічна рослина 20–40 см. Листочки знизу шерстисто-сіро-зелені від коротких, кучерявих волосків. Чашолистки довго загострені.

## Поширення
Зростає на півдні Європи: Крим, Болгарія, Греція, Македонія.
В Україні росте на скелях — у Криму (Севастопольський р/р, с. Родниківське).